# Macbeth (film fra 1916)
|  | For andre betydninger, se Macbeth (flertydig) |
Macbeth er en amerikansk stumfilm fra 1916 af instrueret af John Emerson med Erich von Stroheim som assistent. Filmen er en indspilning af William Shakespeares skuespil Macbeth. Filmen anses for at være gået tabt.
I filmens hovedroller var Herbert Beerbohm Tree og Constance Collier, der begge var berømte for deres skuespil i teateropførelserne af Shakespeares stykke. parts. I en bog udgivet i tilknytning til tv-serien Hollywood fra 1980'erne skriver Kevin Brownlow, at Sir Herbert Beerbohm havde svært ved at forstå, at produktionen var en stumfilm, hvorfor tale ikke var så vigtigt i forhold til pantomine. Beerbohm havde spillet stykket mange gange på scenen blev ved med at fremsige de lange dialoger og monologer under indspilningerne. Så instruktørerne Så instruktøren Emerson og fotografen Victor Fleming fjernede derfor filmen fra kameraerne under disse scener for ikke at spilde dyrbar film.

## Medvirkende
- Herbert Beerbohm Tree som Macbeth.
- Constance Collier som Lady Macbeth.
- Wilfred Lucas som Macduff.
- Spottiswoode Aitken som Duncan.
- Ralph Lewis som Banquo.